# Ruta Estatal de Nevada 789
La Ruta Estatal de Nevada 789, y abreviada SR 789 (en inglés: Nevada State Route 789) es una carretera estatal estadounidense ubicada en el estado de Nevada. La carretera inicia en el Sur desde la I 80     en Golconda hacia el Norte en la Midas Road. La carretera tiene una longitud de 26,1 km (16.249 mi).

## Mantenimiento
Al igual que las autopistas interestatales, y las rutas federales y el resto de carreteras estatales, la Ruta Estatal de Nevada 789 es administrada y mantenida por el Departamento de Transporte de Nevada por sus siglas en inglés Nevada DOT.